# Soupe de tortue

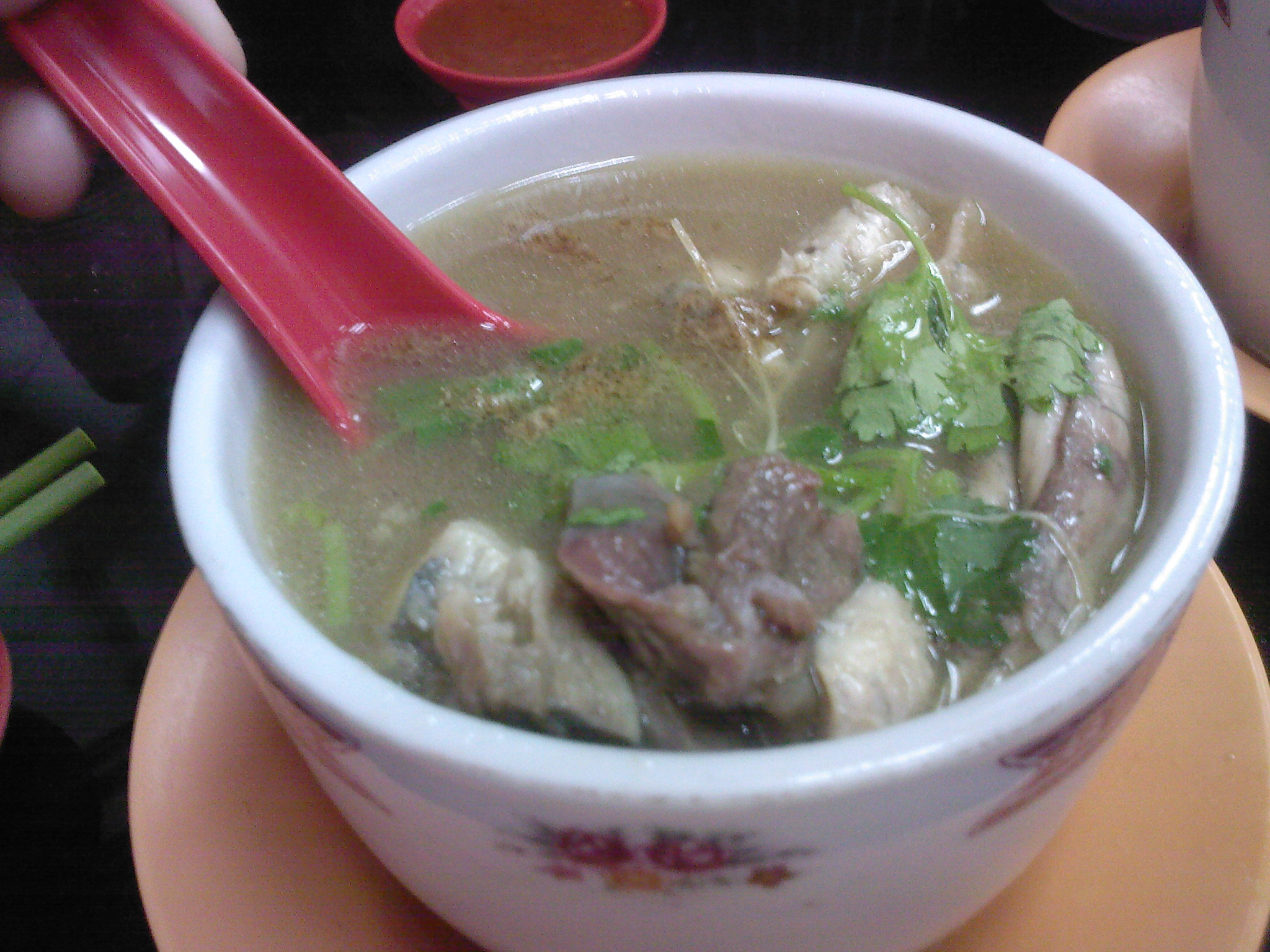
Soupe de tortue à Singapour

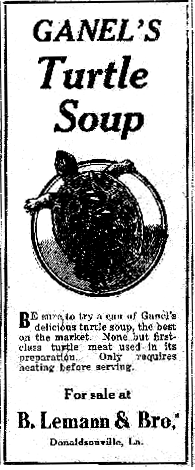
Publicité pour la soupe de tortue de 1919 : N'oubliez pas de goûter la délicieuse soupe à la tortue de Ganel, la meilleure sur le marché. Seule la meilleure viande de tortue est utilisée pour sa préparation. Ne nécessite que d'être réchauffé avant de servir.

La soupe de tortue est un plat à base de chair de tortue populaire entre les XVIIIe et XIXe siècles au Royaume-Uni et aux Etats-Unis le long de la côte pacifique et en Pennsylvanie. C'est une soupe très épaisse et rustique, similaire à un ragoût. La pratique existe toujours aujourd'hui, et intègre le plus souvent la viande de tortue à carapace molle de Floride ou de tortue serpentine. La légalité de ce repas varie fortement selon le cadre légal imposé par l'Etat ou il est consommé.
Une autre version du mets très différente existe dans la cuisine louisianaise, caouanne[pas clair]. Le mot caouanne désigne la tortue serpentine ou sa cousine la tortue alligator en français cadien[réf. nécessaire]. Le poids de cette dernière peut par ailleurs atteindre 100 kilos. Tout comme les Amérindiens vivant le long de la côte pacifique, les tribus Choctaw et Caddo se nourrissaient déjà des œufs et de la viande de ces tortues,,. Les Français ont appris de ces tribus quelles parties étaient comestibles, et plus tard les influences espagnoles et américaines apportèrent des variations au mets. Une recette typique comprend de la sauce Worcestershire, de la purée de tomates, des œufs durs et du roux.C'est notamment une spécialité de la cité de la Nouvelle-Orléans aux Etats-Unis.
En Extrême-Orient, les tortues utilisées pour la soupe sont principalement des Trionychidae, des tortues à carapace molle.
Au XVIIIe siècle, le Julien's Restorator avait comme spécialité la soupe de tortue et était, grâce à ce plat, l'un des restaurants les plus célèbres de Boston, États-Unis.